# Ligyrus relictus
Ligyrus relictus är en skalbaggsart som beskrevs av Thomas Say 1825. Ligyrus relictus ingår i släktet Ligyrus och familjen Dynastidae. Inga underarter finns listade i Catalogue of Life.